# زغبورة داكنة الرأس
زغبورة داكنة الرأس (الاسم العلمي:Stigmella atricapitella) هي نوع من الحشرات تتبع جنس الزغبورة من فصيلة السليلات.